# 芦ノ牧温泉
芦ノ牧温泉（あしのまきおんせん）は、福島県会津若松市（旧国：陸奥国、明治以降は岩代国）にある温泉。「会津芦ノ牧温泉」と呼ばれることもある。

## 泉質
- 塩化物泉
- 単純温泉

など。源泉温度は約60℃。

## 温泉街
阿賀川を見下ろす高台、国道118号が阿賀川を横断する辺りに温泉街が広がる。
旅館、ホテルは8軒存在。共同浴場などはなく、日帰り入浴は各旅館の日帰り受付を利用することになる。
温泉街の中心部には足湯が存在する。また、子宝に恵まれるとされることから、金精様を祀った金精神社があり、その前にも足湯が存在する。
温泉街周辺の自然を楽しめる散策路も整備されている。
当地に存在する旅館「大川荘」はアニメ『鬼滅の刃』に登場する無限城に類似していると注目された。

### 宿泊施設一覧
- 大川荘
- 丸峰（本館、別館川音、離れ山翠）
- 芦ノ牧グランドホテル
- 芦ノ牧プリンスホテル
- 不動館・小谷の湯
- 渓山
- 仙峡閣
- 旅館・福泉

## 歴史
開湯は1200年前とされる。開湯伝説によれば、行基による発見とされる。異説として、弘法大師による発見説もある。
温泉名の由来は、後に蘆名氏の牧場がこの近くに作られたことに由来する説と、温泉街を流れる大川が渦を巻いていたことに由来する説がある。
江戸時代になっても近隣の人が利用するのみの温泉であったが、1902年（明治35年）に温泉地に道路が開通したことにより温泉地としての発展を見せていった。
バブル崩壊後は経営の悪化から複数の宿泊施設が廃業・倒産し、放置された建物が廃墟となり、景観や不法侵入が問題となっている。

## アクセス
鉄道
会津鉄道 芦ノ牧温泉駅より送迎バス利用、約15分。
温泉街から約4 km離れており、各ホテルは駅からの送迎バスを用意している（次述の路線バスも利用可能だが、列車との接続は図られていない）。駅徒歩圏内にはホテル、旅館等の宿泊施設は存在しない。
直線距離では隣駅の大川ダム公園駅が温泉街から約2.5 kmの場所にあるが、地形上アクセスには適さない。また、その隣駅である芦ノ牧温泉南駅は温泉とは無関係である。
路線バス
- 会津乗合自動車（会津バス）
  - 若松駅前（会津若松駅） - 芦ノ牧温泉駅入口 - 芦ノ牧丸峰前・大川発電所前
  - 高速バス 郡山駅前 - 芦ノ牧温泉駅入口 - 芦ノ牧丸峰前

このほか、当温泉や湯野上温泉、大内宿などを経由して白河駅・新白河駅と会津若松駅を結ぶ季節運行の観光路線バスが運行されることもある。